# Tibério Cláudio Narciso
Tibério Cláudio Narciso (fl. 1 º século) foi um dos libertos, que formaram o núcleo da corte imperial do imperador Romano Cláudio. Ele é descrito como praepositus ab epistulis (encarregado das correspondências).
Supostamente, ele tinha grande influência sobre o imperador e acumulou uma grande fortuna. Ele é acusado de ter conspirado com a terceira esposa de Cláudio, Valéria Messalina para manipulá-lo a executar várias pessoas, embora isso não tenha sido comprovado. No entanto, as fontes admitem que Narciso, como Cláudio ex-escravo, foi extremamente leal ao imperador, e por isso tinha mais responsabilidade do que os outros membros da corte. 
Em 43, durante os preparativos para a conquista da Britânia, ele controlou um motim, abordando as tropas, que, vendo um ex-escravo como comandante, clamaram:"Io Saturnalia!" (Saturnália foi um festival Romano, quando escravos e senhores trocavam de lugar durante o dia) e o motim terminou. Foi através de sua influência que o futuro imperador Vespasiano foi nomeado embaixador da Legio II Augusta na Germânia.
Quando Messalina tornou-se amante de Gaio, em 48, foi Narciso que a entregou a Cláudio. vendo o imperador hesitar, deu ele mesmo a ordem para a sua execução. Narciso pode ter temido que Britânico, filho de Cláudio com Messalina, guardaria rancor contra ele por isso. Quando chegou o hora em que o imperador deveria escolher a sua quarta esposa, Narciso sugeriu a Cláudio para casar novamente com - Élia Pecina, a segunda esposa dele. 
Anthony Barret sugere que a intenção de Narciso foi incitar Cláudio a escolher Fausto Cornélio Sula Félix, marido da filha de Élia, como sucessor ao invés do hostil Britânico. Porém Claudio escolheu Agripina Menor com o propósito de consolidar a família júlio-claudiana, e assim seu filho Nero passou a ser o herdeiro natural. 

## Na Literatura
Narciso é um personagem na novela Eu, Cláudio de Robert Graves.